# Catabbio
Catabbio è una frazione del comune italiano di Semproniano, nella provincia di Grosseto, in Toscana.

## Geografia fisica
Il borgo di Catabbio è situato nell'entroterra collinare della Maremma grossetana, tra le valli delle colline dell'Albegna e del Fiora. Situata a sud-est rispetto al centro del capoluogo comunale, da cui dista circa 5 km, l'ubicazione della località è in prossimità del bivio che da una parte porta a Pitigliano e dall'altra a Manciano. Catabbio dista circa 65 km dal capoluogo di provincia Grosseto.

## Storia
L'abitato si sviluppò nelle vicinanze dell'antico castello degli Aldobrandeschi, il castello di Catabbio, sorto nell'XI secolo e successivamente trasformato in fattoria fortificata. Fu frazione del comune di Sorano e poi di Manciano, prima di confluire in quello di Semproniano.

## Monumenti e luoghi d'interesse

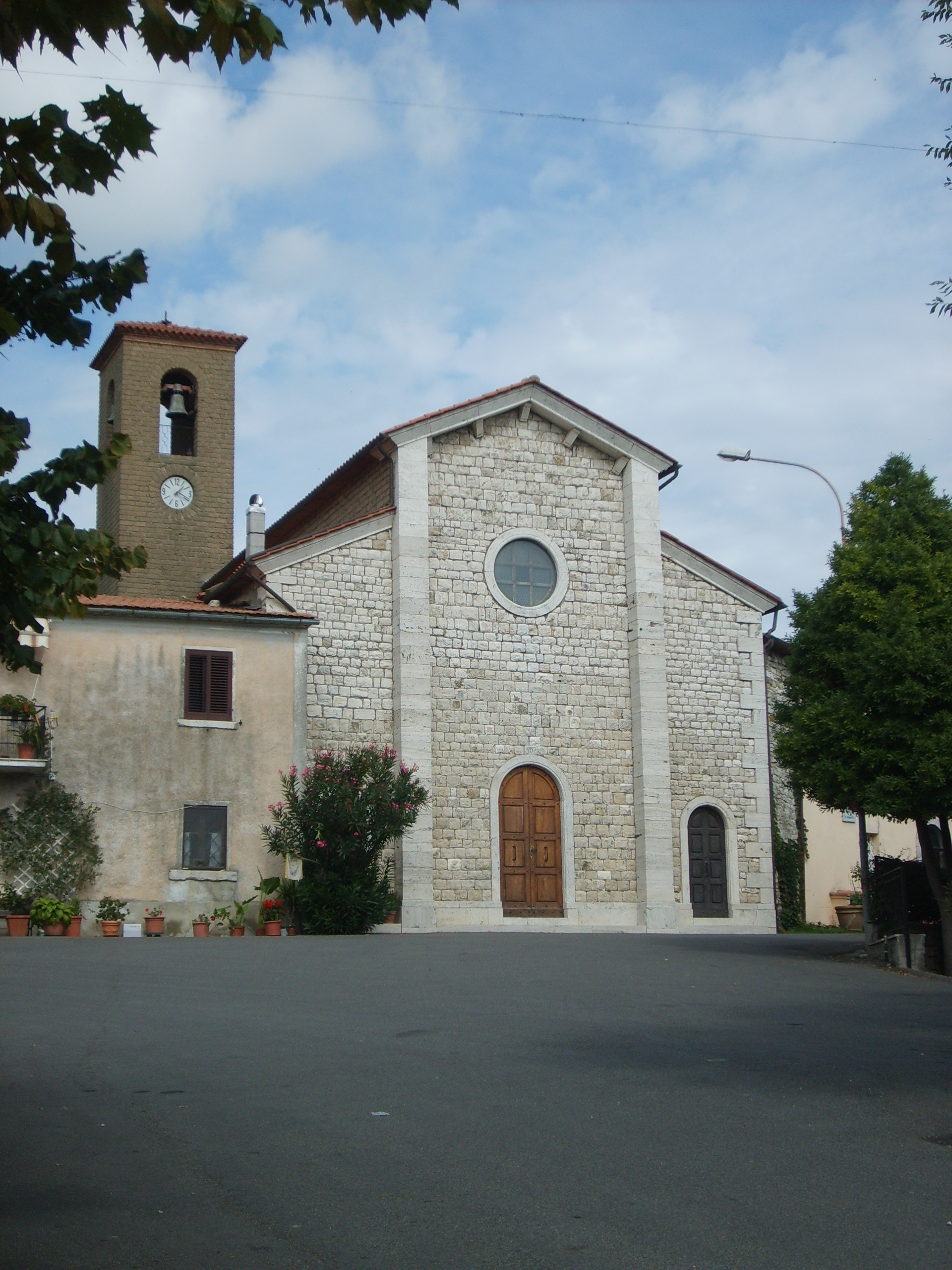
La chiesa di Sant'Anna

- Chiesa di Sant'Anna, chiesa parrocchiale situata nel centro della piazza del rione Santarello, è stata progettata dell'architetto Carlo Moni, e la sua costruzione cominciò con la posa della prima pietra il 4 aprile 1972.[2]

- Chiesa di Santa Lucia, antica chiesina situata nel rione Scalabrelli. Conserva all'interno un'acquasantiera dalle linee rinascimentali risalente al 1574.

- Castello di Catabbio, antico castello situato sul poggio Catabbiaccio.

- Cippo ai caduti di tutte le guerre, posto nel centro di Catabbio il 4 settembre 1983.

## Società

### Evoluzione demografica
Quella che segue è l'evoluzione demografica della frazione di Catabbio. Sono indicati gli abitanti dell'intera frazione e dove è possibile la cifra riferita al solo capoluogo di frazione. Dal 1991 sono contati da Istat solamente gli abitanti del centro abitato, non della frazione.
| Anno | Abitanti | Abitanti       |
| Anno | Frazione | Centro abitato |
| ---- | -------- | -------------- |
| 1745 | 109      | -              |
| 1833 | 214      | -              |
| 1840 | 236      | -              |
| 1845 | 215      | -              |
| 1921 | 509      | -              |
| 1931 | 493      | -              |
| 1961 | 407      | 138            |
| 1981 | 319      | 175            |
| 2001 | -        | 203            |
| 2011 | -        | 175            |

### Tradizioni e folclore
Le sante patrone del paese sono sant'Anna e santa Lucia. A sant'Anna viene dedicata la festa patronale del 26 luglio, mentre santa Lucia viene festeggiata il 13 dicembre con una celebrazione eucaristica nell'omonima pieve situata nel borgo di Scalabrelli.
Viene inoltre festeggiato san Biagio il 3 febbraio e in tale ricorrenza come da tradizione popolare vengono preparati i "migliacci", simili alle crêpes.

## Geografia antropica
Catabbio è suddivisa in quattro borgate:
- Verziliani
- Casa Rigo
- Santarello
- Scalabrelli